# Arenaria giraldii
Arenaria giraldii là loài thực vật có hoa thuộc họ Cẩm chướng. Loài này được (Diels) Mattf. mô tả khoa học đầu tiên năm 1932.